# Jean-Paul Barbe

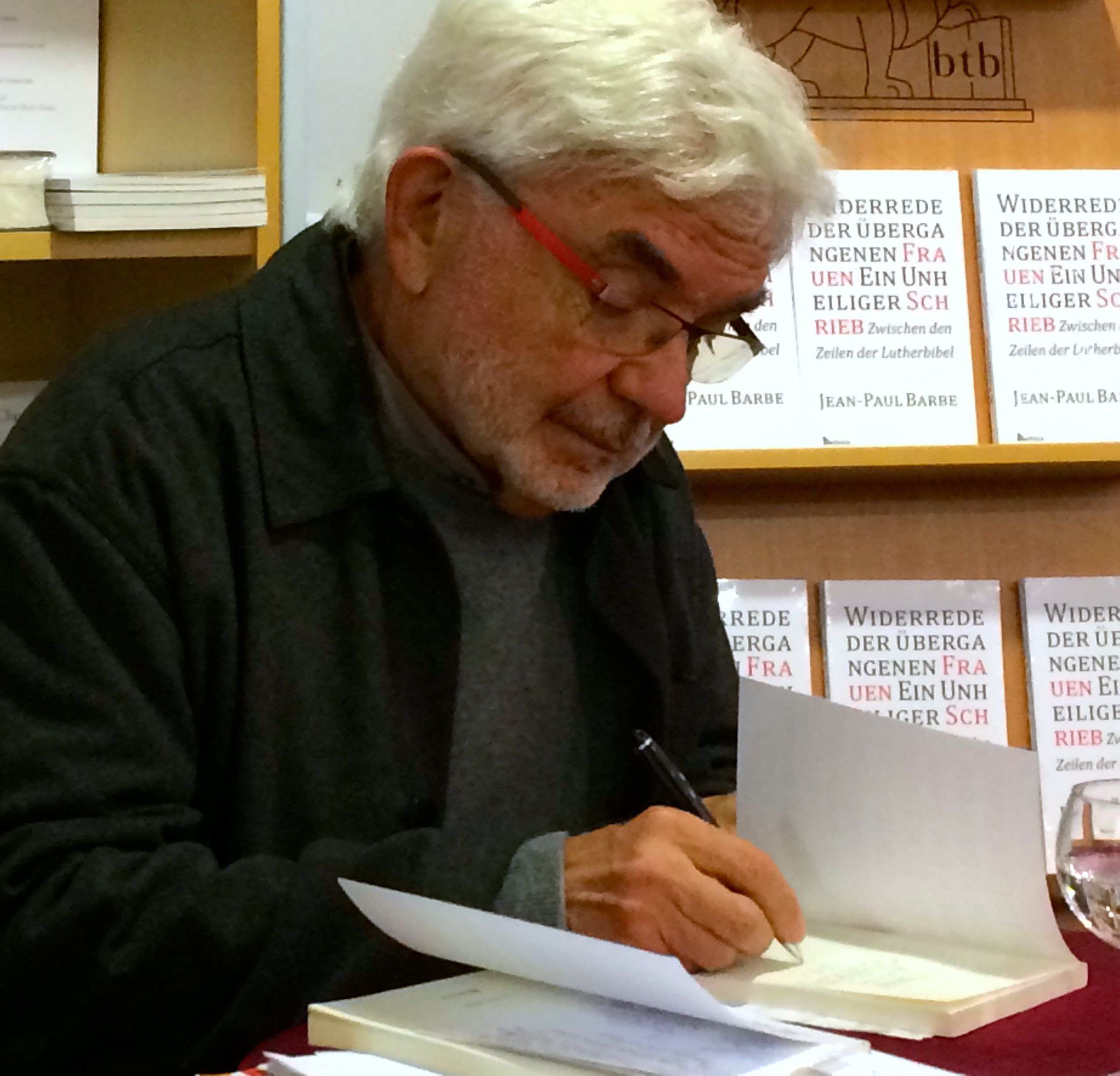
Jean-Paul Barbe

Jean-Paul Barbe (* 17. April 1939 in Nantes, Frankreich) ist ein französischer Germanist, emeritierter Professor, Kulturwissenschaftler, Übersetzer und Autor verschiedener Romane, Essays und Gedichte in französischer und deutscher Sprache. Er lebt in Nantes und Berlin.

## Leben
Die Kindheit verbrachte Jean-Paul Barbe an verschiedenen Orten in der Bretagne. Nach dem Besuch des Humanistischen Gymnasiums in Nantes nahm er ein Studium der Germanistik und Anglistik an der Universität Rennes auf. Als einer der ersten Stipendiaten des Deutschen Akademischen Austauschdienstes (DAAD) verbrachte er ein Jahr an der Universität Tübingen. Dort schrieb er für die Heimatuniversität bei Guignard seine Magisterarbeit über „Die Erziehung des Ritters im Nibelungenlied und bei Gottfried von Straßburg. Eine vergleichende Studie“. Nach seiner Rückkehr nach Frankreich legte er 1961 das Erste (CAPES) und 1962 das Zweite Staatsexamen (Agrégation) ab. Nach Ableistung des Militärdienstes als Dozent für Deutsch an der Ecole Spéciale Militaire in Coëtquidan unterrichtete er Deutsch an Gymnasien in Angers, dann in Nantes. Dort erhielt er 1966 einen Lehrauftrag am Germanistischen Institut der neugegründeten Universität, wurde 1969 Assistent, später Oberassistent und schrieb seine Habilitationsschrift « Le voyage fictif véhicule de la satire et de l’utopie dans la littérature de langue allemande de 1770 à 1805 » („Die fiktive Reise als Vehikel von Satire und Utopie in der deutschsprachigen Literatur von 1770 bis 1805“), die er 1981 an der Universität Sorbonne verteidigte. Im selben Jahr wurde er als Professor an die Universität Angers berufen; 1985 wechselte er zur Universität Nantes, wo er mehrere Jahre lang auch die Institutsleitung wahrnahm.
Bis zu seiner Emeritierung 1999 war Jean-Paul Barbe Mitglied der Nationalen Berufungskommission in Paris (Conseil National de Universités); zeitweilig nahm er an der Agrégationsjury teil und war stellvertretender Vorsitzender der AGES (französischer Germanistenverband). Gleichzeitig setzte er sich innerhalb der UFR de Langues (Zusammenschluss der einzelnen Neuphilologien innerhalb der Philosophischen Fakultät) in Nantes für den Auf- und Ausbau der Forschung ein: Er gründete 1992 den CRINI, eine interdisziplinäre Forschungsgruppe mit circa 40 Mitgliedern, die bis heute weiterbesteht und in der Germanisten mit Anglisten, Hispanisten, Lusisten und Italianisten auf dem Feld der Europäischen Kulturanthropologie kooperieren. In diesem Rahmen betreute er verschiedene Doktorarbeiten und organisierte zahlreiche Kolloquien. Gemeinsam mit Jackie Pigeaud gründete er 1994 die interdisziplinären « Entretiens de la Garenne Lemot », war dort bis 2001 aktives Mitglied.
Er beteiligte sich an der Gründung der Partnerschaft zwischen der Universität Nantes und der Heinrich-Heine-Universität in Düsseldorf und initiierte im Jahre 1987 eine weitere Partnerschaft mit der Universität Rostock. Parallel dazu war er Konsultant für die Task Force Human Resources der Europäischen Kommission (DG XXI) in Brüssel; in deren Auftrag organisierte er die Université Européenne d’Eté in Nantes im Jahre 1991 mit.
Außeruniversitär gründete er 1993 das Centre Culturel Franco-Allemand (CCFA) mit dem Ziel, regional das Wissen um Deutschland in der Zivilgesellschaft zu fördern. Um den nur bilateralen Rahmen solcher interkulturellen Sensibilisierung zu sprengen, erweiterte er es 1997 zum Europäischen Kulturzentrum, Centre Culturel Européen (CCE). Darüber hinaus war er im Maison de l'Europe in Nantes als Vize-Präsident bis 2017 aktiv. Er war Mitglied der Redaktion verschiedener Zeitschriften, unter anderem von 2005 bis 2015 bei Place Publique, und engagiert sich europapolitisch in Europa Nantes, dem Europahaus in Nantes.

## Publikationen
Die wissenschaftlichen Arbeiten betreffen vornehmlich das anfängliche Forschungsgebiet, die Geschichte der Ideen und Mentalität am Ende des 18. Jahrhunderts, zeugen aber auch von weiteren Interessen, wie z. B. die Literatur der DDR, die Soziologie des Übersetzens.

### Gedichtübersetzungen
Bertolt Brecht, Bernd Papenfuß, Günter Kunert, Sarah Kirsch und Volker Braun, zuletzt erschienen: Luf-Passion, unter dem Titel: Grande pirogue en souffrance, Editions Bardane, Nantes 2023.

### Romanübersetzungen
- Fritz Rudolf Fries, Les nouveaux mondes d’Alexandre (Alexanders Neue Welten), 1992, Éditions Métailié
- Christoph Peters, Hannah endormie (Stadt Land Fluß.), 2001, Éditions Métailié
- Volker Braun, Le Grand Bousillage (Das Machwerk), 2014, Éditions Métailié
- Volker Braun, Grande pirogue en souffrance [« Luf-Passion »], Nantes, Éditions Bardane, 2023, 56 S.

### Eigene belletristische Texte

#### Lyrik
- Couramment la vie, Editions Le Dé Bleu 1994
- Les poèmes de la déesse, zweisprachige Ausgabe französisch-koreanisch, mit Tuschezeichnungen von Chang-Rim Ji (koreanischer Selbstverlag, 2010)

#### Romane
- Villa Ker Enfance, 2001, Editions Joca Seria
- Admiraal Tromp, 2003, Editions Joca Seria
- Port-Ponant, 2005, Editions Joca Seria
- Events in Kuhschnappel (Original deutsch), 2012, Cornelius-Verlag (Halle)
- Widerrede der Übergangenen; ein Unheiliger Schrieb. Zwischen den Zeilen der Lutherbibel (Original deutsch) 2016 Berlinica-Verlag
- Le Cantal vagabond, 2016, Editions de la Flandonnière
- Jordan Connection. Contes philosophiques proche-orientaux (erschienen unter dem Pseudonym Zadiq Bey) 2021, Balagan Press, Nantes, 166 S.

#### Essays
- L’Europe buissonnière, 2005, Editions Siloë
- Le Dict des Lieux, 2008, Editions La Criée

## Auszeichnungen und Preise
- 1993 Übersetzerpreis Prix Gérard de Nerval für die zweisprachige Ausgabe eines Lyrik-Bandes von Sarah Kirsch Schneewärme/Chaleur de la neige[12]
- 1998 Verdienstkreuz der Bundesrepublik Deutschland für die deutsch-französische Verständigung[13]
- 2003 Prix de l'Académie de Bretagne für seinen Erstlingsroman Villa Ker Enfance
- 2012 Übersetzerpreis für internationale Lyrik Prix Max-Jacob du livre étranger (gemeinsam mit Alain Lance) für die zweisprachige Anthologie von Gedichten Volker Brauns Das Massaker der Illusionen/Le Massacre des Illusions
- 2013 Ehrenmedaille der Stadt Nantes[14]